# Elección presidencial de Haití de 1957
Las elecciones presidenciales se llevaron a cabo en Haití el 22 de septiembre de 1957.  El exministro de Trabajo François Duvalier ganó la elección presidencial como candidato del Partido de Unidad Nacional, derrotando a Louis Déjoie del Partido Nacional Agrícola Industrial, así como al candidato del Partido Nacional Clement Jumelle. Este último retiró su candidatura el día de las elecciones en medio de sospechas de que el ejército haitiano controlaba la elección en favor de Duvalier. 
Los partidarios de Duvalier también ganaron la mayoría absoluta de escaños en la Cámara de Diputados. Después de la elección, Déjoie se exilió en Cuba junto con sus seguidores, por temor a la represión de los partidarios de Duvalier. Haití no volvería a ver una elección libre o semi-libre hasta después de la caída del hijo de Duvalier, Jean-Claude Duvalier, en febrero de 1986.

## Resultados
| Candidato             | Partido                              | Votos   | %    |
| --------------------- | ------------------------------------ | ------- | ---- |
| François Duvalier     | Partido de Unidad Nacional           | 680,509 | 72.4 |
| Louis Déjoie          | Partido Nacional Agrícola Industrial | 249,656 | 26.6 |
| Clement Jumelle       | Partido Nacional                     | 9,980   | 1.1  |
| Votos nulos/en blanco | Votos nulos/en blanco                |         | -    |
| Total                 | Total                                | 940,445 | 100  |
| Fuente: Nohlen        |                                      |         |      |

### Cámara de Diputados
| Partido                 | Votos | % | Escaños |
| ----------------------- | ----- | - | ------- |
| Partidarios de Duvalier |       |   | 35      |
| Partidarios de Déjoie   |       |   | 2       |
| Votos nulos/en blanco   |       | - | -       |
| Total                   |       |   | 37      |
| Fuente: Nohlen          |       |   |         |